# Фабянки (гмина)
Фабянки (пол. Fabianki) — сельская гмина (волость) в Польше, входит как административная единица в Влоцлавский повет, Куявско-Поморское воеводство. Население — 8469 человек (на 2004 год).

## Соседние гмины
1. Гмина Бобровники
2. Гмина Добжинь-над-Вислой
3. Гмина Липно
4. Гмина Вельге
5. Влоцлавек